# 1920 (album)
A 1920 a Kárpátia zenekar 2020. február 18-án, a trianoni tragédia századik évfordulójának évében megjelent – általuk még nem feldolgozott – irredenta dalokat tartalmazó albuma.

## Dallista
1. Lesz-Lesz-Lesz
2. Huszonegy, huszonkettő, huszonhárom
3. Mindent vissza!
4. Erdély induló
5. Kassán a szél
6. Az est harang
7. Igazságot Magyarországnak
8. Nem lehet azt parancsolni senkinek
9. Fenyő-Fenyő
10. Bús Magyarok imádsága